# انجمن بین‌المللی ترانه‌سرایان نشویل
انجمن بین‌المللی ترانه‌سرایان نشویل (انگلیسی: Nashville Songwriters Association International) (اِن‌اِس‌اِی‌آی) یک سازمان غیرانتفاعی است که کارهایی را برای کمک به ترانه‌سراها از سه طریق انجام می‌دهد: از طریق حمایت قانونی، از طریق آموزش و مشاوره دربارهٔ کار واقعی ترانه‌سرایی، و از طریق آموزش در مورد صنعت موسیقی، و چگونگی نوشتن بهترین ترانه‌ها برای موفقیت در آن. این انجمن صاحب کافه بلوبرد است.